# 26551 Shenliangbo
26551 Shenliangbo è un asteroide della fascia principale. Scoperto nel 2000, presenta un'orbita caratterizzata da un semiasse maggiore pari a 2,5642070 UA e da un'eccentricità di 0,0868843, inclinata di 2,78744° rispetto all'eclittica.